# Pietrișu (okręg Aluta)
Pietrișu – wieś w Rumunii, w okręgu Aluta, w gminie Curtișoara. W 2011 roku liczyła 431 mieszkańców.